# Sur-rur
Sur-rur – fińskie, alternatywne trio rockowe, powstałe w roku 1996. Muzyka zespołu łączy elementy punku i rocka psychodelicznego.
Aktualnie w zespole grają Ville Vuorenmaa (gitara, śpiew), Ville Laurila (bas) i Kimmo Pohjapelto (perkusja, gitara).
Grupa zadebiutowała w 1999 roku minialbumem Saatte kolme markkaa, jos lähdette pois. W 2004 nakładem wytwórni Leipä-Records ukazał się ich pierwszy album studyjny.
Najnowsza płyta Sur-rur ukazała się w 2013 i nosi tytuł Ajan paksu lakana.

## Dyskografia grupy
Albumy studyjne
- Sur-rur (2004)
- Uurnapölyjen paluu (2007)
- Sur-rur (2009)
- Liikkuu Kivipinnoilla asumuksenaan laatikko (2011)
- Ajan paksu lakana (2013)

Minialbumy
- Saatte kolme markkaa, jos lähdette pois (1999)
- Lumbago (2000)
- Sur-rur ja ajatussippurin arvoitus (2002)

Pozostałe produkcje
- Pakko jauhaa kun elää - album demo (1997)
- Mother Goose / Sur-rur - split z grupą Mother Goose (1998)
- Napakettu - album demo (1998)
- Joulubootleg - bootleg (2002)
- Love Product for You - kompilacja (2005)
- Merries / Sur-rur - split z grupą Merries (2010)
- Keikalla kaikki on toisin - nagrania koncertowe z lat 2007-2011 (2012)
- Aurinko ei mahdu / Melankoninen Tuoli - singel (2014)